# Trattato di Trento (1501)
Il Trattato di Trento del 1501 fu un accordo di pace firmato dal re di Francia Luigi XII e dall'Imperatore del Sacro Romano Impero Massimiliano I d'Asburgo (formalmente Re dei Romani) dopo la Seconda guerra italiana, in cui il primo aveva preso con la forza il Ducato di Milano, sotto la protezione di Massimiliano. Il punto principale della contesa era l'investitura di Luigi XII come duca di Milano, che alla fine sarebbe stata ritardata fino al 1505.

## Contesto storico
Nel 1499 Luigi XII di Francia, sulla base dei diritti di discendenza genealogica pendenti sul Ducato di Milano, si allea con la Repubblica di Venezia e con Papa Alessandro VI e suo figlio Cesare Borgia per prendere militarmente il ducato. Il duca di Milano Ludovico Sforza e suo fratello, il cardinale Ascanio, sono sconfitti e catturati nell'aprile del 1500, lasciando Milano in mano francese.
Massimiliano I d'Asburgo, sposato con la nipote di Ludovico, che nel 1495 aveva investito come duca di Milano, al tempo dell'occupazione francese di Milano, non fu in grado di aiutare militarmente Ludovico, poiché le sue truppe erano impegnate nella guerra sveva contro la Svizzera. Al termine di questa guerra, Massimiliano convocò una dieta imperiale incitando i principi elettori dell'impero a marciare contro la Francia, in risposta all'usurpazione di Milano, al carcere sforzesco e alle minacce poste dalla lega franco-veneziana all'Austria. Ma questi, consigliando la calma, inviarono una delegazione diplomatica a Blois, dove il 13 dicembre 1500 fu stabilita una tregua di sei mesi, che Massimiliano in linea di principio si rifiutò di ratificare.
Il duca di Borgogna Filippo I d'Asburgo, figlio di Massimiliano ed entusiasta francofilo, fece da mediatore tra suo padre e Luigi XII, facendo accettare a Massimiliano la tregua nell'aprile 1501. In agosto, Filippo e Luigi accettarono il Trattato di Lione, in cui si concluse l'unione tra le casate di Francia e Austria con le nozze della figlia di Luigi XII, Claudia di Francia, e del figlio di Filippo, Carlo V d'Asburgo, entrambi di un anno di età.

## Contenuto
Il trattato fu modificato tra il 3 e il 13 ottobre 1501 a Trento dal cardinale Georges I d'Amboise, inviato da Luigi XII. Secondo i termini del contratto:
- Massimiliano accettò di investire Luigi XII come Duca di Milano in cambio dell'atto di omaggio;
- Fu ratificato il matrimonio organizzato nel Trattato di Lione del 1501;
- Entrambi i firmatari stabilirono un'alleanza contro i turchi dell'Impero ottomano e contro la Repubblica di Venezia;
- Entrambe le parti si impegnarono per una riforma della chiesa; Il cardinale d'Amboise a questo punto aveva l'aspirazione di sostituire Alessandro VI come papa;
- Ascanio Sforza sarebbe stato rilasciato e suo fratello il duca Ludovico sarebbe stato posto in condizioni accettabili di prigionia, con uno spazio di cinque leghe intorno.

## Applicazione
Il fatto che Luigi XII dovesse rendere atto di omaggio a Massimiliano non era gradito al francese. Questo punto ritarderà l'effettiva applicazione dell'accordo fino al 1505, data in cui Luigi XII fu investito come Duca di Milano.